# Western Springs (Illinois)
Pour les articles homonymes, voir Western Springs.
Western Springs est un village situé dans le comté de Cook en proche banlieue de Chicago dans l'État de l'Illinois aux États-Unis.